# Alcidellus
Alcidellus – rodzaj amonitów.
Żył w okresie jury (baton – kelowej).